# Стерјо Спасе
Стерјо Спасе (алб. Sterjo Spasse; 1914 — 1989) се убраја међу најзначајније представнике савремене албанске литературе. Рођен је у околини Преспанског језера. Такође он је један од најуспешнијих писаца македонског порекла. Његов син је Илинден Спасе, који је такође познати писац.